# Adidas Grand Prix
Der adidas Grand Prix (bis 2009 Reebok Grand Prix) ist ein Leichtathletik-Meeting, das jährlich im Icahn Stadium in New York City ausgetragen wird. Es wurde 2005 erstmals als IAAF-Grand-Prix-Event veranstaltet und gehörte von 2010 bis 2015 zur internationalen Wettkampfserie der Diamond League. Seitdem ist das Meeting in die darunterliegende World Athletics Continental Tour eingestuft.

## Weltrekorde
Folgende Weltrekorde in olympischen Disziplinen wurden beim adidas Grand Prix aufgestellt:
| Datum        | Athlet        | Disziplin | Leistung     |
| ------------ | ------------- | --------- | ------------ |
| 3. Juni 2006 | Meseret Defar | 5000 m    | 14:24,53 min |
| 31. Mai 2008 | Usain Bolt    | 100 m     | 9,72 s       |

Beide Weltrekorde wurden später gebrochen.

## Wettkampfbestleistungen

### Männer
| Art               | Rekord             | Athlet                    | Herkunft            | Datum         | Nachweise |
| ----------------- | ------------------ | ------------------------- | ------------------- | ------------- | --------- |
| 100 m             | 9,72 (+1,7 m/s)    | Usain Bolt                | Jamaika             | 31. Mai 2008  | [ 1 ]     |
| 200 m             | 19,58 (+1,3 m/s)   | Tyson Gay                 | Vereinigte Staaten  | 30. Mai 2009  | [ 1 ]     |
| 400 m             | 44,19              | LaShawn Merritt           | Vereinigte Staaten  | 14. Juni 2014 | [ 2 ]     |
| 800 m             | 1:41,74            | David Rudisha             | Kenia               | 9. Juni 2012  | [ 1 ]     |
| 1000 m            | 2:16,94            | Alex Kipchirchir          | Kenia               | 11. Juni 2005 | [ 1 ]     |
| 1500 m            | 3:33,29            | Nicholas Kemboi           | Kenia               | 12. Juni 2010 | [ 1 ]     |
| 1 Meile           | 3:52,84            | Alan Webb                 | Vereinigte Staaten  | 2. Juni 2007  | [ 1 ]     |
| 3000 m            | 7:39,48            | Gebregziabher Gebremariam | Äthiopien           | 11. Juni 2005 | [ 1 ]     |
| 5000 m            | 13:02,90           | Micah Kogo                | Kenia               | 30. Mai 2009  | [ 1 ]     |
| 110 m Hürden      | 12,92 (+1,5 m/s)   | Liu Xiang                 | Volksrepublik China | 2. Juni 2007  | [ 1 ]     |
| 400 m Hürden      | 47,86              | Kerron Clement            | Vereinigte Staaten  | 12. Juni 2010 | [ 1 ]     |
| 3000 m Hindernis  | 8:01,85            | Paul Kipsiele Koech       | Kenia               | 31. Mai 2008  | [ 1 ]     |
| 4 × 400 m Staffel | 3:04,72            | Executive TC              | Vereinigte Staaten  | 30. Mai 2009  | [ 1 ]     |
| Hochsprung        | 2,42 m             | Bohdan Bondarenko         | Ukraine             | 14. Juni 2014 | [ 3 ]     |
| Hochsprung        | 2,42 m             | Mutaz Essa Barshim        | Katar               | 14. Juni 2014 | [ 3 ]     |
| Stabhochsprung    | 5,85 m             | Renaud Lavillenie         | Frankreich          | 9. Juni 2012  | [ 1 ]     |
| Weitsprung        | 8,33 m (+1,6 m/s)  | Jeff Henderson            | Vereinigte Staaten  | 14. Juni 2014 | [ 4 ]     |
| Dreisprung        | 17,98 m (+1,2 m/s) | Teddy Tamgho              | Frankreich          | 9. Juni 2012  | [ 1 ]     |
| Kugelstoßen       | 21,68 m            | Christian Cantwell        | Vereinigte Staaten  | 3. Juni 2006  | [ 1 ]     |
| Diskuswurf        | 68,24 m            | Robert Harting            | Deutschland         | 14. Juni 2014 | [ 5 ]     |
| Hammerwurf        | 74,01 m            | Kibwe Johnson             | Vereinigte Staaten  | 11. Juni 2005 | [ 1 ]     |
| Speerwurf         | 87,02 m            | Andreas Thorkildsen       | Norwegen            | 12. Juni 2010 | [ 1 ]     |

### Frauen
| Art               | Rekord             | Athletin                | Herkunft           | Datum         | Nachweise    |
| ----------------- | ------------------ | ----------------------- | ------------------ | ------------- | ------------ |
| 100 m             | 10,91 (+0,9 m/s)   | Veronica Campbell-Brown | Jamaika            | 31. Mai 2008  | [ 1 ]        |
| 200 m             | 21,98 (+1,4 m/s)   | Veronica Campbell-Brown | Jamaika            | 12. Juni 2010 | [ 1 ]        |
| 400 m             | 49,86              | Francena McCorory       | Vereinigte Staaten | 13. Juni 2015 | [ 6 ]        |
| 800 m             | 1:57,48            | Fantu Magiso            | Äthiopien          | 9. Juni 2012  | [ 1 ]        |
| 1500 m            | 4:00,13            | Abeba Aregawi           | Schweden           | 14. Juni 2014 | [ 7 ]        |
| 1 Meile           | 4:39,64            | Camille Chapus          | Vereinigte Staaten | 9. Juni 2012  |              |
| 3000 m            | 8:33,57            | Meseret Defar           | Äthiopien          | 11. Juni 2005 | [ 1 ]        |
| 5000 m            | 14:24,53           | Meseret Defar           | Äthiopien          | 3. Juni 2006  | [ 1 ]        |
| 100 m Hürden      | 12,45 (+1,7 m/s)   | Michelle Perry          | Vereinigte Staaten | 11. Juni 2005 | [ 1 ]        |
| 100 m Hürden      | 12,45 (+1,4 m/s)   | Ginnie Powell           | Vereinigte Staaten | 2. Juni 2007  | [ 1 ]        |
| 400 m Hürden      | 54,85              | Ti'erra Brown           | Vereinigte Staaten | 9. Juni 2012  | [ 1 ]        |
| 3000 m Hindernis  | 9:18,58            | Sofia Assefa            | Äthiopien          | 14. Juni 2014 | [ 8 ]        |
| 4 × 400 m Staffel | 3:40,85            | Queens                  | Vereinigte Staaten | 12. Juni 2010 |              |
| Hochsprung        | 1,97 m             | Ruth Beitia             | Spanien            | 13. Juni 2015 | [ 1 ]        |
| Hochsprung        | 1,97 m             | Blanka Vlašić           | Kroatien           | 13. Juni 2015 | [ 9 ]        |
| Stabhochsprung    | 4,88 m             | Jennifer Suhr           | Vereinigte Staaten | 2. Juni 2007  | [ 1 ]        |
| Weitsprung        | 6,92 m (−1,3 m/s)  | Christabel Nettey       | Kanada             | 23. Juni 2015 | [ 10 ]       |
| Dreisprung        | 14,71 m (−0,9 m/s) | Olga Rypakowa           | Kasachstan         | 9. Juni 2012  | [ 1 ]        |
| Kugelstoßen       | 20,60 m            | Valerie Adams           | Neuseeland         | 9. Juni 2012  | [ 1 ]        |
| Diskuswurf        | 68,48 m            | Sandra Perković         | Kroatien           | 25. Mai 2013  | [ 11 ] [ 1 ] |
| Hammerwurf        | 66,73 m            | Britney Henry           | Vereinigte Staaten | 31. Mai 2008  | [ 1 ]        |
| Speerwurf         | 69,35 m            | Sunette Viljoen         | Südafrika          | 9. Juni 2012  | [ 1 ]        |